# Seraïdi
Seraïdi (em árabe: سرايدي) é uma comuna localizada na província de Annaba, no extremo leste da Argélia. Sua população era de 7 626 habitantes, em 2008.